# 5. Masarykův okruh 1934
Pátý závod automobilů typu Grand Prix na Masarykově okruhu u Brna se uskutečnil v neděli 30. září 1934.  Tento závod byl 30. podnikem sezóny Grand Prix 1934, nebyl zařazen mezi tzv. závody Grandes Épreuves (velké zkoušky). Ten tvořily Grand Prix Monaka, Francie, Německa, Belgie, Itálie a Španělska. Mistrovství Evropy automobilů nebylo asociací AIACR (pozdější FIA) pro tento rok vypsáno. Tichý boj mezi ČAMS a AKRČs o status Velké ceny uvázl na mrtvém bodě, a i proto v mezinárodním kalendáři dostávaly přednost oficiální Grand Prix. Pouhý týden před brněnským závodem se konala Velká cena Španělska a týden po Brně se konal v Anglii II. ročník Donington Park Trophy.

## Startující vozy a jezdci
Tento závod uspořádaný Československým automobilovým klubem pro Moravu a Slezsko (ČAMS) si již vydobyl pevné místo v každoročním kalendáři AIACR mezinárodních automobilových závodů Grand Prix. Mezinárodní sportovní komise CSI asociace  AIACR (pozdější FIA) vytvořila pro závody typu Grand Prix nová pravidla. Formule byla nazývána jako formule 750 kg. Maximální hmotnost vozu musela být (bez chladicí kapaliny, pohonných hmot, náhradního kola, pneumatik a jezdce) do 750 kg. Zasedající autority v AIACR v Paříži se bláhově domnívaly, že konstruktéry donutí používat lehčí a slabší motory a zarazí tím narůstající rychlosti vozů.
Rozložení sil v závodním poli se oproti minulým rokům zásadně změnilo. Mercedes-Benz se po tříleté hibernaci oficiálně vrátil na scénu a spolu s ním do té doby veřejnosti ne zcela známá značka Auto Union. Obě automobilky těžily z výhod náklonnosti říšského kancléře Adolfa Hitlera, který zvolil prostředí rychlých kol jako jednu z možností, jak vyzdvihnout technickou zdatnost Německa. Tento rok bývá označován za nástup německých "stříbrných šípů".
Obě německé automobilky (Mercedes-Benz a Auto Union) vyslaly do Brna tovární týmy po 3 vozech. Konkurovat jim měly vozy stájí Scuderia Ferrari (3 vozy Alfa Romeo), Maserati (2 vozy) a Bugatti (2 vozy). Zbytek startovního pole tvořili soukromí jezdci, mezi nimiž byli i 3 Češi (původně měli být 4, ale Brázdil v tréninku smrtelně havaroval) na starších Bugatkách (Zdeněk Pohl, Jan Pavlíček a František Holešák). V tréninku si Tazio Nuvolari vyzkoušel Auto Union typ A v úvaze, že přestoupí z Maserati na dítě Ferdinanda Porscheho. Benito Musolini prý vyslovil rezolutní ne. Nuvolari jezdil za továrnu Auto Union až od poloviny sezony 1938. Nejlepšího času v měřeném tréninku dosáhl Hans Stuck, když okruh obkroužil v rekordu za 14:08,1 min.
Již trénink byl poznamenám tragickou událostí. První oběť na životě si vyžádal Masarykův okruh 28. září 1934. V ranních hodinách 2 hodiny před oficiálním pátečním tréninkem zahynul před Ostrovačicemi v místě zvaném U kříže úplný nováček, povoláním automechanik 29letý Josef Brázdil (st. č. 24) z Bratislavy (původem z Holešova) v troskách svého nového vozu Maserati 6C-34. Při rychlosti 200 km/h mu snad praskla přední pneumatika, sjel levými koly do příkopu, vůz doslova vyletěl z tratě, šestkrát se překotil, přerazil dva stromy a při tom se roztrhl na dva kusy, které dopadly daleko od sebe. Brázdil byl vyhozen velkým obloukem z vozu a při dopadu na zemi utrpěl mnohonásobná smrtelná zranění, kterým na místě podlehl. Brázdil si pořídil vůz prostřednictvím svých mecenášů, přítele Štefana Marciše a Marcišovy velmi zámožné americké snoubenky. Celá transakce byla provedena přímo u firmy Maserati v Bologni a to v hotovosti. Dokonce snad měl být Brázdil ve středu před závodem zatčen a uvězněn za finanční nesrovnalosti, možná kvůli nezaplacení cla za dovoz vozu Maserati. Nuvolari a Chiron apelovali na úřady, aby Brázdila propustily a mohl se zúčastnit Grand Prix s tím, že se po závodě vrátí do vězení. Brázdil byl propuštěn na kauci, kterou uhradila Marcišova americká snoubenka. Příčinou jeho nehody, přestože se spekulovalo o plánované sebevraždě z finančních důvodů či zhrzenost z milostného trojúhelníku Marciš-snoubenka-Brázdil, byla jen jednoduchá chyba velmi nezkušeného závodníka, který řídil extrémně náročný a rychlý vůz. Z přihlášených jezdců nestartoval ani Guy Moll, který tragicky zahynul 15. srpna při závodě Coppa Acerbo v Pescaře.

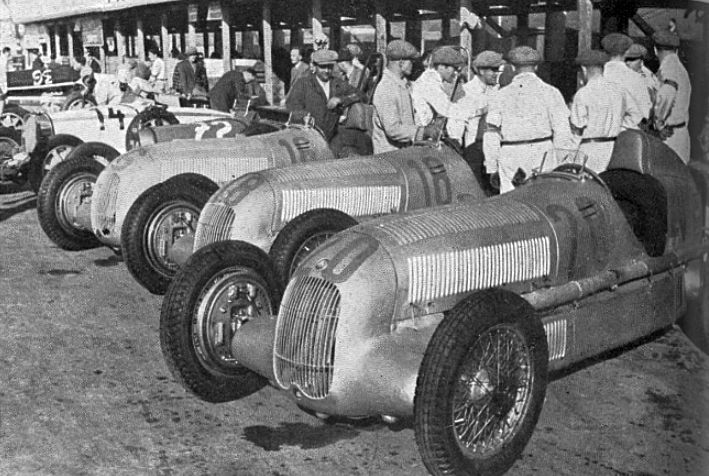
Vozy Mercedes-Benz W25 v depu na Masarykově okruhu (1934), startovní čísla 16 (Rudolf Caracciola), 18 (Luigi Fagioli) a 20 (Ernst Henne)

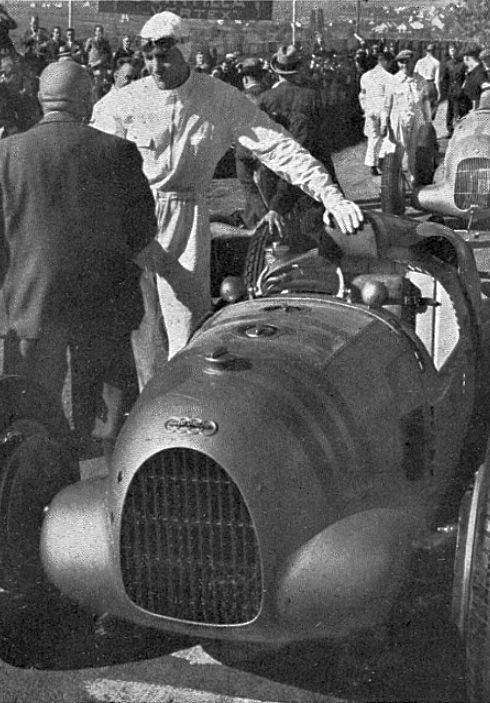
Čahoun Hans Stuck (st. č. 10, Auto Union Typ A) na startovním roštu (Masarykův okruh 1934)

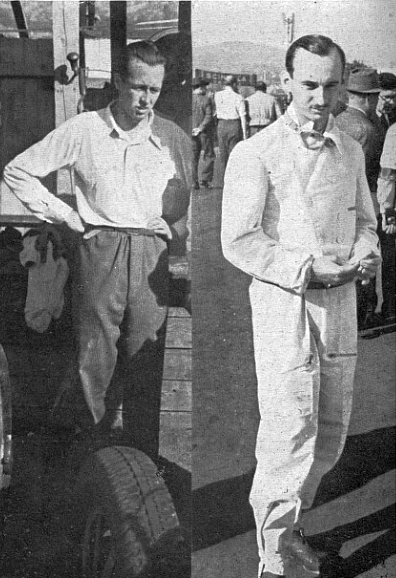
Schmidt a Sojka (zleva) obsadili na Masarykově okruhu 3. místo (1934)

Startující vozy a jezdci silnější skupiny
| St. č. | Jezdec               | Stáj             | Značka a typ vozu    | Motor | Motor |
| ------ | -------------------- | ---------------- | -------------------- | ----- | ----- |
| 2      | László Hartmann      | L. Hartmann      | Bugatti Type 51      | 2.3   | R-8   |
| 4      | Achille Varzi        | Scuderia Ferrari | Alfa Romeo Tipo B/P3 | 2.9   | R-8   |
| 6      | Louis Chiron         | Scuderia Ferrari | Alfa Romeo Tipo B/P3 | 2.9   | R-8   |
| 8      | Gianfranco Comotti   | Scuderia Ferrari | Alfa Romeo Tipo B/P3 | 2.9   | R-8   |
| 10     | Hans Stuck           | Auto Union AG    | Auto Union Typ A     | 4.4   | V-16  |
| 12     | Wilhelm Sebastian    | Auto Union AG    | Auto Union Typ A     | 4.4   | V-16  |
| 14     | Zdeněk Pohl          | Vladimír Gut     | Bugatti Type 51      | 2.3   | R-8   |
| 16     | Rudolf Caracciola    | Daimler-Benz AG  | Mercedes-Benz W 25A  | 3.3   | R-8   |
| 18     | Luigi Fagioli        | Daimler-Benz AG  | Mercedes-Benz W 25A  | 3.3   | R-8   |
| 20     | Ernst Henne          | Daimler-Benz AG  | Mercedes-Benz W 25A  | 3.3   | R-8   |
| 22     | Eugen Bjørnstad      | E. Bjørnstad     | Alfa Romeo 8C Monza  | 2.3   | R-8   |
| 26     | Tazio Nuvolari       | T. Nuvolari      | Maserati 6C-34       | 3.7   | R-6   |
| 28     | Robert Benoist       | Bugatti          | Bugatti Type 59      | 3.3   | R-8   |
| 30     | Jean-Pierre Wimille  | Bugatti          | Bugatti Type 59      | 3.3   | R-8   |
| 32     | Hermann zu Leiningen | Auto Union AG    | Auto Union Typ A     | 4.4   | V-16  |
| 34     | Jan Pavlíček         | J. Pavlíček      | Bugatti Type 35B     | 2.0   | R-8   |
| 36     | Frantisek Holešák    | F. Holešák       | Bugatti Type 35C     | 2.0   | R-8   |

## Startovní rošt
Pozice na startovním roštu byly určeny losováním
| 1. řada  | Pos. 1                 |                          | Pos. 2                      |
|          | 2 Hartmann Bugatti     |                          | 4 Varzi Alfa Romeo          |
| 2. řada  |                        | Pos. 3                   |                             |
|          |                        | 6 Chiron Alfa Romeo      |                             |
| 3. řada  | Pos. 4                 |                          | Pos. 5                      |
|          | 8 Comotti Alfa Romeo   |                          | 10 Stuck Auto Union         |
| 4. řada  |                        | Pos. 6                   |                             |
|          |                        | 32 Leiningen Auto Union  |                             |
| 5. řada  | Pos. 7                 |                          | Pos. 8                      |
|          | 14 Pohl Bugatti        |                          | 16 Caracciola Mercedes-Benz |
| 6. řada  |                        | Pos. 9                   |                             |
|          |                        | 18 Fagioli Mercedes-Benz |                             |
| 7. řada  | Pos. 10                |                          | Pos. 11                     |
|          | 20 Henne Mercedes-Benz |                          | 22 Bjørnstad Alfa Romeo     |
| 8. řada  |                        | Pos. 12                  |                             |
|          |                        | 26 Nuvolari Maserati     |                             |
| 9. řada  | Pos. 13                |                          | Pos. 14                     |
|          | 28 Benoist Bugatti     |                          | 30 Wimille Bugatti          |
| 10. řada |                        | Pos. 15                  |                             |
|          |                        | 12 Sebastian Auto Union  |                             |
| 11. řada | Pos. 16                |                          | Pos. 17                     |
|          | 34 Pavlíček Bugatti    |                          | 36 Holešák Bugatti          |

Poznámka: Josef Brázdil (st. č. 24), který smrtelně havaroval při tréninku, měl startovat z 8. řady. Ohlášený Manfred von Brauchitsch do Brna nepřijel, ve voze Mercedes-Benz W 25 (st. č. 20) ho nahradil ho Ernst Henne.

## Průběh závodu

### Vozy nad 1500 ccm

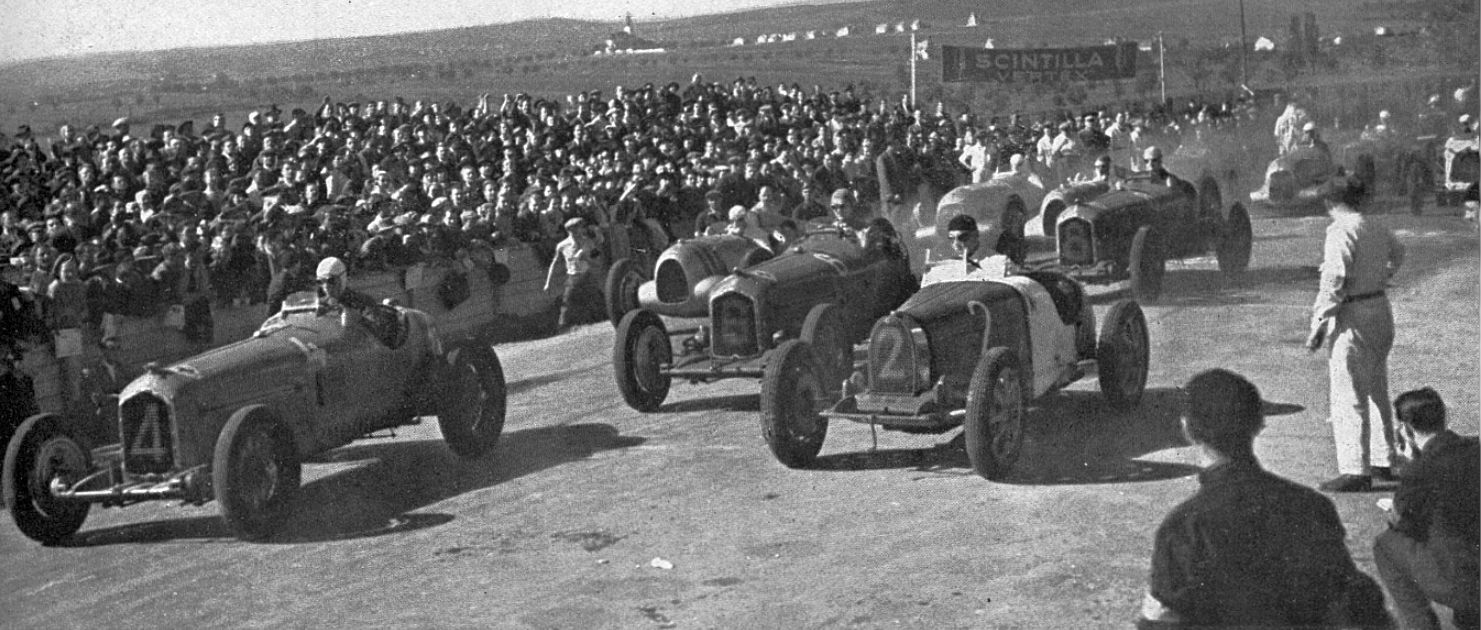
Start vozů nad 1500 ccm (Masarykův okruh 1934). V první řadě Hartmann (st. č. 2, Bugatti Type 51) a Achille Varzi (st. č. 4, Alfa Romeo Tipo B/P3), v 2. řadě Louis Chiron (st. č. 6, Alfa Romeo Tipo B/P3) a v 3. řadě Gianfranco Comotti (st. č. 8, Alfa Romeo Tipo B/P3) a pozdější vítěz Hans Stuck (st. 10, Auto Union Typ A)

Za krásného, téměř letního počasí do hlavního závodu na 17 kol odstartovalo v tradičních 10:30 h 17 vozů., za nimiž se po 2 minutách vydalo na 15 kol i 15 závodníků na malých vozech (Voiturette). Před zraky 150 000 diváků (některé zdroje směle uvádějí, že jich bylo 350 000 nebo i více) celkem tedy startovalo 32 jezdců. Tým Mercedesu vedl nepřehlédnutelný novojičínský rodák Alfred Neubauer, který se do roku 1928 hlásil k českému občanství. Na straně Auto Union mu "konkuroval" revoluční konstruktér Ferdinand Porsche, rodák z Vratislavic nad Nisou.

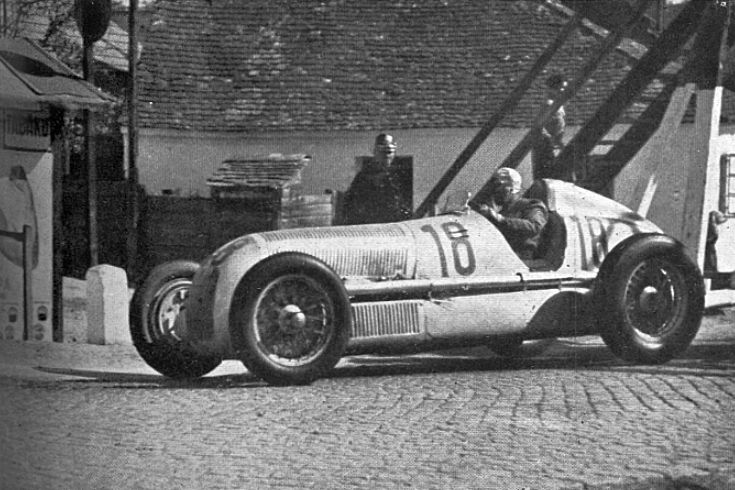
Luigi Fagioli na voze Mercedes-Benz W25 projíždí Kohoutovice. Dojel potřetí na 2. místě (Masarykův okruh 1934)

Start skupiny velkých vozů byl dramaticky nepřehledný, Varzi a Chiron v první řadě protočili kola a vytvořili oblak modrého kouře. Fagioli projel ze 6. řady po levé straně, Stuck z 3. řady po pravé straně, zatímco Caracciola až z 8. řady se snažil najít mezeru uprostřed. Když se jezdci vymanili ze spleti, Stuck byl ve vedení následován Fagiolim, Nuvolarim a Caracciolou, tak dokončili první kolo. V 2.kole odpadl Pavlíček. To již Alfy Romeo (Chiron, Varzi, Comotti) očividně zaostávaly, společně s novými vozy Bugatti T59 Wimilleho a Benoista.

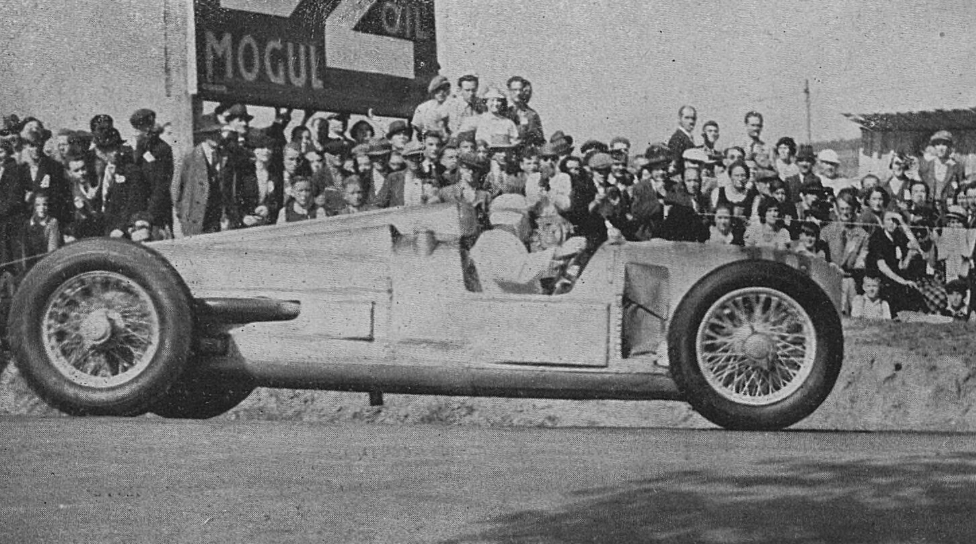
Hans Stuck, Auto Union Typ A, vítěz závodu na Masarykově okruhu v Brně (1934)

Ve 4. kole Carraciola v Pisárkách úspěšně zaútočil na Nuvolariho a odsunul jej na 4. místo, ale Nuvolari se nevzdal a v Ostrovačicích byl opět na 3. místě.  Po 5. kole jeli v čele Stuck, Fagioli, Nuvolari, Caracciola, Varzi, Leiningen a Chiron. Nápor Fagioly na Mercedesu v následujícím kole slavil úspěch předstižením Auto Unionu Stucka. Po 6. kole je stažen ze závodu Holešák, jehož Bugatti jelo velmi pomalu a brzdilo ostatní jezdce. V tomto kole odpadla i první Bugatka, Wimille odstoupil v Novém Lískovci s poruchou motoru.

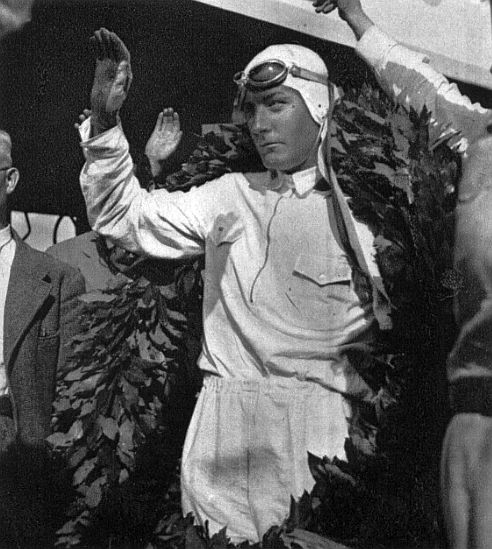
Vítěz Hans Stuck, Auto Union Type A (Masarykův okruh Brno 1934)

Stuck se v 7. kole po souboji s Fagiolim vrátil do vedení. Cílem 7. kola projelo 14 pilotů v pořadí: Stuck, Fagioli, Nuvolari, Caracciola, Varzi, Leiningen, Chiron, Comotti, Henne, Sebastian, Benoist, Pohl, Hartmann a Bjørnstad. Po 8. kole odpadli v lese za Žebětínem Pohl (prasklý diferenciál), dále Bjørnstad i Benoist a 10. kolo nedokončil i vítěz předchozích 3 ročníků závodu Louis Chiron (zastavil v Ostrovačicích a pěšky se vydal do depa) a v témže kole skončil i Commotti. To už bylo na trati jen 9 jezdců. Posledním odpadnuvším byl Caracciola, kterému selhal vůz po 11. kole.
Mezi 12. a 15. kolem si jezdci v čele vyměňovali pořadí podle toho, jak zastavovali v boxech na tankování. Povětšinou vedl Fagioli, ale ten zastavil s vynechávajícím motorem po 14. kole u depa a mechanici mu vyměnili za 51 vteřin 2 svíčky. Těchto 51 vteřin rozhodlo, navíc Fagioliho Mercedes po výměně svíček jel pomaleji než Stuck. Po 17. kolech projel vítězně cílem Hans Stuck v čase 3:53:27,3 h (nový rekord závodu, překonán Chironův výkon z roku 1931 téměř o 20 minut) v průměrné rychlosti 127,3 km/h před Fagiolim, Nuvolarim a Leiningenem, který se v závěru dostal před Varziho. Obdiv patřil i Nuvolarimu na Maserati. Byl sice třetí, avšak způsob jakým proháněl vedoucí jezdce, ač jeho stroj zdaleka nedosahoval jejich výkonnosti ani rychlosti, tím však dokázal své dokonalé řidičské umění.
Nejrychlejší, rekordní kolo okruhu zajel Fagioli ve 12. kole časem 13:17,2 min = 131,6 km/h. Stuck v průběhu sezóny zvítězil ve 3 závodech typu Grand Prix, v Německu (Nürburgring, 15. července), Švýcarsku (Bremgarten, 26. srpna) a 30. září v Československu (Masarykův okruh). Za vítězství v Brně obdržel Stuck čestnou cenu prezidenta republiky, zlatou plaketu ČAMS a peněžitou odměnu 80 000 Kč. Druhý Fagioli dostal rovněž zlatou plaketu ČAMS a peněžitou cenu 40 000 Kč a třetí Nuvolari mimo zlaté plakety ČAMS dostal 20 000 Kč.
Lidové noviny však označily za morálního vítěze konstruktéra dr. Ferdinanda Porscheho, který vítězný vůz Auto Union navrhl a Stuckovu vítězství byl osobně přítomen. Na pořadatele se z odborných kruhů snesla i vlna kritiky, za připuštění s ohledem na řidičské kvality nezkušeného Josefa Brázdila a velmi pomalého Holešáka, který v závodě blokoval rychlejší soupeře. Holešákův výkon byl tak žalostný, že ho organizátoři po 5. kole zastavili a nedovolili mu pokračovat.
| Pořadí | St. č. | Jezdec               | Stáj             | Značka a typ vozu    | Motor | Motor | Kola | Čas/stav                        | Ztráta        |
| ------ | ------ | -------------------- | ---------------- | -------------------- | ----- | ----- | ---- | ------------------------------- | ------------- |
| 1.     | 10     | Hans Stuck           | Auto Union AG    | Auto Union A         | 4.4   | V-16  | 17   | 3:53:27,9 h                     |               |
| 2.     | 18     | Luigi Fagioli        | Daimler-Benz AG  | Mercedes-Benz W 25A  | 3.3   | R-8   | 17   | 3:56:24,5 h                     | + 2:56,6 min  |
| 3.     | 26     | Tazio Nuvolari       | T. Nuvolari      | Maserati 6C-34       | 3.7   | R-6   | 17   | 3:57:14,1 h                     | + 3:46,2 min  |
| 4.     | 32     | Hermann zu Leiningen | Auto Union AG    | Auto Union A         | 4.4   | V-16  | 17   | 4:02:05,2 h                     | + 8:37,3 min  |
| 5.     | 4      | Achille Varzi        | Scuderia Ferrari | Alfa Romeo Tipo B/P3 | 2.9   | R-8   | 17   | 4:04:08,9 h                     | + 10:41,0 min |
| 6.     | 20     | E. Henne / H. Geier  | Daimler-Benz AG  | Mercedes-Benz W 25A  | 3.3   | R-8   | 16   | 4:12:12,0 h                     | - 1 kolo      |
| 7.     | 12     | Wilhelm Sebastian    | Auto Union AG    | Auto Union A         | 4.4   | V-16  | 16   |                                 | - 1 kolo      |
| 8.     | 2      | László Hartmann      | L. Hartmann      | Bugatti T51          | 2.3   | R-8   | 15   |                                 | - 2 kola      |
| DNF    | 16     | Rudolf Caracciola    | Daimler-Benz AG  | Mercedes-Benz W 25A  | 3.3   | R-8   | 11   | defekt brzd na zadních kolech   |               |
| DNF    | 6      | Louis Chiron         | Scuderia Ferrari | Alfa Romeo Tipo B/P3 | 2.9   | R-8   | 9    | nalomená zadní poloosa          |               |
| DNF    | 8      | Gianfranco Comotti   | Scuderia Ferrari | Alfa Romeo Tipo B/P3 | 2.9   | R-8   | 9    | olejové potrubí, palivová nádrž |               |
| DNF    | 14     | Zdeněk Pohl          | Valdemar Gut     | Bugatti T51          | 2.3   | R-8   | 8    | prasklý diferenciál             |               |
| DNF    | 22     | Eugen Bjørnstad      | E. Bjørnstad     | Alfa Romeo Monza     | 2.3   | R-8   | 8    | porucha mazání motoru           |               |
| DNF    | 28     | Robert Benoist       | Bugatti          | Bugatti T59          | 3.3   | R-8   | 8    | motor                           |               |
| DNF    | 30     | Jean-Pierre Wimille  | Bugatti          | Bugatti T59          | 3.3   | R-8   | 6    | motor                           |               |
| DSQ    | 36     | František Holešák    | F. Holešák       | Bugatti T35B         | 2,0   | R-8   | 6    | diskvalifikován                 |               |
| DNF    | 34     | František Pavlíček   | Pavlíček         | Bugatti T35C         | 2,0   | R-8   | 1    | porucha spojky                  |               |

Poznámka
- DSQ... dikvalifikován
- DNF... neklasifikovaní pro malou ujetou vzdálenost
- R-8... řadový osmiválcový motor
- V-16... šestnáctiválcový motor do V

### Vozy do 1500 ccm

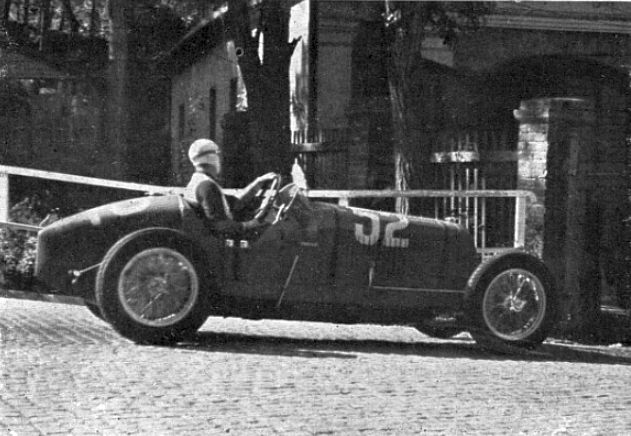
Guiseppe Farina na Maserati 4CM před pisáreckou zatáčkou Masarykova okruhu 1934

Dvě minuty po startu třídy Grand Prix byly odmávnuty malé vozy (Voiturette, doslova vozík). Dr. Guiseppe "Nino" Farina (synovec slavného konstruktéra Battisty Pinin Fariny) se okamžitě ujal vedení pronásledovaný několika vozy Bugatti. Po pěti kolech byla situace následující Farina (Maserati), Burggaller (Bugatti), Schmidt (Bugatti) a Seaman (MG). Po 10 kolech jeli závodníci v podstatě v nezměněném pořadí: Farina (Maserati), Sojka (Bugatti), Burggaller (Bugatti), Euston (MG) a Seaman (MG). Pouze Schmidt byl za volantem vystřídán Sojkou a Euston předstihl Seamana. Farina, pozdější první mistr světa formule 1 (1950), divákům předvedl dominantní vítězství stylem start-cíl a vedl závod od začátku do konce. Dosáhl průměrné rychlosti 109,8 km/h a ještě zajel nejrychlejší kolo závodu v čase 14:55 min, tj. 117,2 km/h. Burggaller na Bugatti skončil druhý.

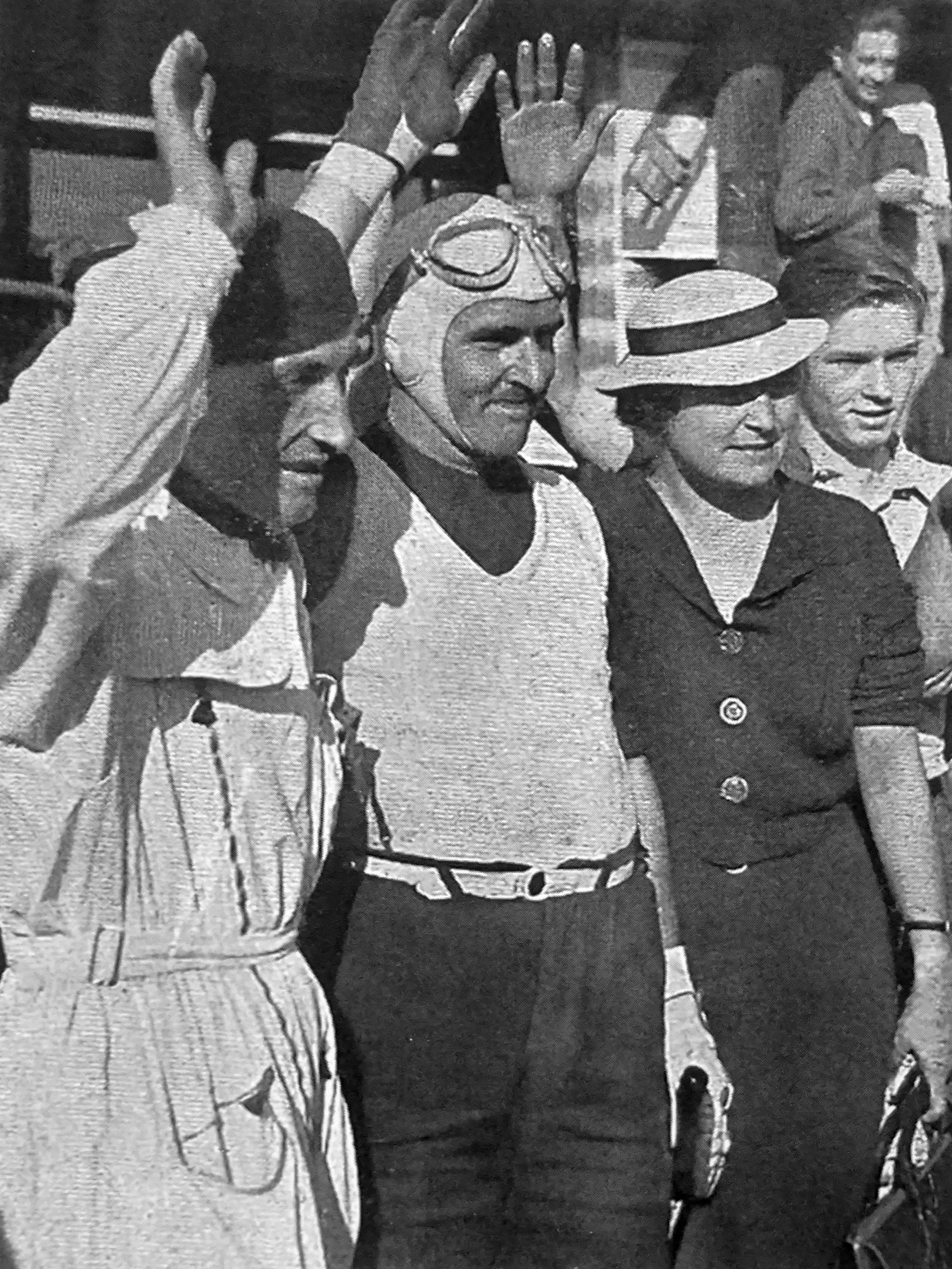
Vítězný Giuseppe Farina (uprostřed) zdraví diváky (Masarykův okruh 1934)

Bruno Sojka spolu se svým mecenášem, kamarádem a kolegou Florianem Schmidtem skončili ve skupině malých vozů na "předplaceném" 3. místě. Hned v 1. kole sice Sojka na T37A odpadl pro poruchu motoru (jiný zdroj uvádí, že to bylo až v 8. kole), ale po 8. kole vystřídal Schmidta na jeho T51A, a do cíle dojel na 3. místě. Získali stříbrnou plaketu ČAMS a peněžitou cenu 5 000 Kč. Sojka se Schmidtem získali i Cenu Elišky Junkové za nejlepší výkon čs. jezdce, prémii 1000 Kč od fy. Elektrotechna, putovní cenu dr. Jindřicha Schichta pro nejlepšího čs. jezdce a hlavní cenu fy Baťa pro domácí jezdce na pneu Baťa 15 000 Kč. V roce 1934 B. Sojka obdržel již podruhé Zlatý odznak Sportovní komise AKRČs. Stříbrné odznaky obdrželi toho roku Florian Schmidt i Adolf Szczyzycki.

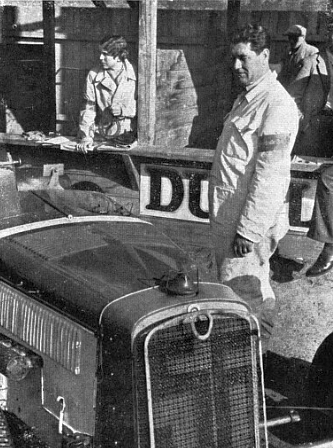
Fr. Hošťálek na dvousedadlové Z 13 obsadil 6. místo (Brno 1934)

Františku Hošťálkovi na Z 13 (st. č. 56) se podařilo po dramatické jízdě závod v Brně poprvé dokončit na klasifikovaném místě. Obsadil v pořadí jezdců po 15 předepsaných kolech (437,1 km) 6. místo v čase 4:09:27,6 h. Hošťálek měl během závodu několikrát "namále", v 5. a 6. kole vyjel v Pisárkách z trati, v 10. kole udělal v Žebětíně hodiny a ve 12. kole urazil v ostrovačických zatáčkách patník. Hošťálek získal za své umístění bronzovou plaketu pořádajícího autoklubu ČAMS, čestnou putovní cenu MNO a AKRČs za nejlepší výkon čs. jezdce na stroji čs. výroby a finanční odměnu 10 000 Kč jako 2. cenu od firmy Baťa pro čs. jezdce na pneumatikách Baťa. Na dalším stroji Z 13 startoval v tomto závodě krumvířský Václav Trumpeš (st. č. 38), nedojel však do cíle, když ve 4. kole odpadl pro poruchu motoru (chlazení). Adolf Szczyzycki obsadil na Wikovu 7/28 Super Sport (st. č. 66) v čase 4:12:56,3 h 7. místo, odjel 13 kol a dosáhl průměrné rychlosti 88,2 km/h. Získal 3. cenu fy. Baťa za jízdu na pneumatikách Baťa (7500 Kč). Druhým jezdcem na Wikovu byl ing. Jan Beneš, ujel pouze 12 kol a pro malou ujetou vzdálenost nebyl klasifikován.

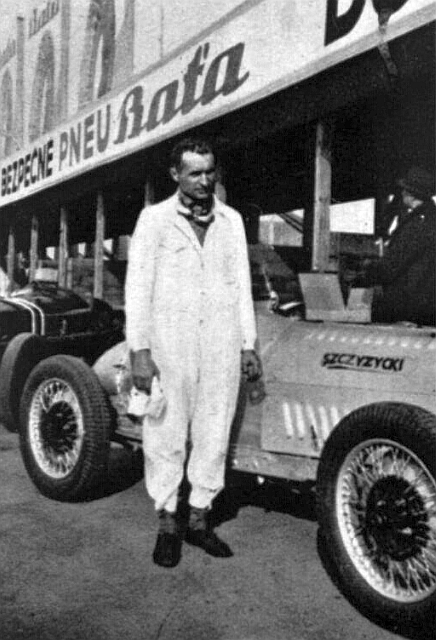
Adolf Szczyzycki na Wikovu 7/28 SS obsadil 7. místo (Brno 1934)

Brněnskému Rudolfu Manouškovi na Walter Junioru SS se nepodařilo zopakovat úspěšná vystoupení Knappa z minulých let a v polovině závodu havaroval - u Kohoutovic vůz rozbil, sám naštěstí zůstal nezraněn.
| Pořadí | St. č. | Jezdec                | Stáj                  | Značka a typ vozu | Motor | Motor | Kola | Čas/stav       | Ztráta         |
| ------ | ------ | --------------------- | --------------------- | ----------------- | ----- | ----- | ---- | -------------- | -------------- |
| 1.     | 52     | Giuseppe Farina       | G. Farina             | Maserati 4CM      | 1.5   | R-4   | 15   | 3:58:49,0 h    |                |
| 2.     | 50     | Ernst Burggaller      | EG Burggaller         | Bugatti Type 51A  | 1.5   | R-8   | 15   | 4:01:32,4 h    | + 2:43,4 min   |
| 3.     | 42     | B. Sojka / F. Schmidt | F. Schmidt            | Bugatti Type 51A  | 1.5   | R-4   | 15   | 4:01:44,4 h    | + 2:55,4 min   |
| 4.     | 46     | George Eyston         | G. Eyston             | MG Magnette K3    | 1.1   | R-6   | 15   | 4:01:47,0 h    | + 2:58,0 min   |
| 5.     | 68     | Richard Seaman        | Whitney Straight Ltd. | MG Magnette K3    | 1.1   | R-6   | 15   | 4:01:57,8 h    | + 3:08,8 min   |
| 6.     | 56     | František Hoštálek    | Zbrojovka             | Z 13              | 1.5   | B-8   | 14   | 4:09:27,6 h    | - 1 kolo       |
| 7.     | 66     | Adolf Szczyzycki      | Wichterie & Kovařík   | Wikov 7/28 SS     | 1.5   | R-4   | 13   | 4:12:56,3 h    | - 2 kola       |
| 8.     | 62     | Jan Beneš             | Wichterie & Kovařík   | Wikov 7/28 SS     | 1.5   | R-4   | 12   | neklasifikován | - 3 kola       |
| DNF    | 80     | Rudolf Manoušek       | Jos Walter & Spol     | Walter Junior SS  | 1.1   | R-4   | 7    |                | nehoda         |
| DNF    | 44     | Antonín Komár         | A. Komár              | Bugatti T37A      | 1.5   | R-4   | 6    |                | zapalování     |
| DNF    | 70     | Alexander Wilheim     | László Hartmann       | Bugatti T37A      | 1.5   | R-4   | 5    |                | porucha        |
| DNF    | 38     | Václav Trumpeš        | V. Trumpeš            | Z 13              | 1.5   | B-8   | 4    |                | motor          |
| DNF    | 72     | Fritz Hell            | F. Peklo              | Bugatti T37A      | 1.5   | R-4   | 2    |                | přívod oleje   |
| DNF    | 64     | Helmut Schellenberg   | H. Schellenberg       | Bugatti T37A      | 1.5   | R-4   | 0    |                | zlomená ojnice |
| DNF    | 40     | Bruno Sojka           | B. Sojka              | Bugatti Type 37A  | 1.5   | R.4   | 0    |                | motor          |